# Emil Knoevenagel
Heinrich Emil Albert Knoevenagel (Hannover, 18 giugno 1865 – Berlino, 11 agosto 1921) è stato un chimico tedesco i cui studi spaziarono dall'ambito della chimica fisica a quello della chimica organica ed inorganica.
Studiò ad Hannover e successivamente divenne assistente di Viktor Meyer seguendolo prima a Gottinga e successivamente a Heidelberg, dove nel 1892 ottenne l'abilitazione alla docenza universitaria. Dal 1896 iniziò ad insegnare a Heidelberg.
I suoi maggiori contributi consistono nella sintesi di composti eterociclici aromatici per reazione di condensazione di 1,5-dichetoni con ammine quali la piridina e nella descrizione di una particolare reazione che avviene quando un composto carbonilico, in determinate condizioni di reazione, reagisce con un composto avente α-idrogeni acidi fortemente attivati.
Quest'ultima reazione è nota come condensazione di Knoevenagel, in onore di colui che per primo la descrisse (1896).

## Opere
- (DE) Beiträge zur Kenntnis der negativen Natur-organischer Radikale, Göttingen, Kaestner, 1889.